# Niphandini
De Niphandini zijn een geslachtengroep van vlinders uit de onderfamilie van de Polyommatinae (de blauwtjes). De wetenschappelijke naam van de geslachtengroep is voor het eerst gepubliceerd in 1973 door John Nevill Elliot. Deze geslachtengroep kent één geslacht namelijk Niphanda Moore 1875. De soorten van dit geslacht komen voor in een gebied dat zich uitstrekt van India en Maleisië tot aan Noordoost-China.